# Gabriel Echeverri Escobar
Gabriel Echeverri Escobar (Copacabana, 3 de abril de 1796-Medellín, 15 de febrero de 1886) fue un terrateniente, empresario y político colombiano, gobernador de Antioquia entre 1841 y 1842. 

## Biografía
Nació en la vereda de Guasimal, entre las poblaciones antioqueñas de Copacabana y Hatoviejo (En la actualidad, Bello), en abril de 1796. Hijo de Domingo Joaquín Echeverri y de Josefa Escobar Cano, a la muerte de su padre, su familia se hundió en una precaria situación económica. Mayor de tres hermanos, María Josefa y José María, tuvo que trabajar desde temprana edad en múltiples oficios.
Aprendió a leer y escribir de manera autodidacta. En el aspecto empresarial fue uno de los primeros y más importantes empresarios antioqueños del siglo XIX, conformando su riqueza principalmente a partir del comercio de exportación con la Jamaica británica, estableciendo sucursales en ciudades caribeñas como Mompox. Desde sus primeras actividades empresariales fue socio de Juan Santamaría Isaza, uno de los hombres más ricos del momento, y con quien trabó gran amistad. Junto con este y su hijo Alejo, fundó una importante comercializadora de oro. Junto a estos y a Juan Uribe Mondragón conformó la empresa “Uribe, Santamaría y Echeverri”, que emprendió la colonización de las montañas de Caramanta; en 1835 el Gobierno Nacional le adjudicó a esta sociedad un terreno de más de 100.000 fanegadas. Fue socio del Cementerio de San Pedro y accionista del banco “Vicente B. Villa e Hijos”. Fue fundador, junto con su yerno Teodomiro Llano Botero, de la casa comercial “Echeverri Llano y Cía.”, la cual fue accionista del Banco de Antioquia y de la Compañía de Cerámica Antioqueña, y de la firma “Echeverri Botero y Cía.”, junto a su hijo Manuel y su yerno Francisco Botero Arango. Urbanizador importante de Medellín, fue el dueño de la Hacienda Túnez, ubicada al lado derecho del Río Cauca, cerca de la desembocadura del río Poblanco, entre las poblaciones de La Pintada y Puente Iglesias; para esta propiedad importó semillas de algodón, que, junto con sus cultivos de añil y tabaco, se convirtieron en los más grandes de la región. También invirtió en la explotación minera.
En el campo político comenzó en 1824 su servicio en el sector público como Registrador de Medellín, para en 1830 comandar un escuadrón de caballería durante la guerra civil de ese año. Posteriormente fue Jefe Político del Cantón de Medellín, personero provincial de Antioquia y curador de la misma provincia. Por designación del presidente encargado Domingo Caycedo, Echeverri Escobar fue nombrado como gobernador de Antioquia en agosto de 1841; durante su administración restableció el cantón de Salamina, el cual ya había existido y había sido disuelto, y nombró como regidor a José Ignacio Gutiérrez y como administrador financiero a Félix María Henao. También se encargó de reorganizar las rentas de la provincia y de construir varios puentes, entre ellos los de los ríos Santa Elena, Bocana y la Toma. Después de 1851 se retiró de la vida pública, aunque siguió colaborando con los gobiernos provinciales y en 1860 abandonó las filas del conservadurismo para unirse a las del liberalismo, partido por el cual fue concejal de Medellín en la década de 1870.
Casado en Medellín en 1819 con Francisca Romana Bermúdez Tirado, de esta unión nacieron 6 hijos, entre ellos el también gobernador Camilo Antonio Echeverri.

## Lectura complementaria
- Llano Botero, Teodomiro (1888). Biografía de Gabriel Echeverri Escobar. Medellín. Archivado desde el original el 17 de abril de 2021. Consultado el 17 de abril de 2021.

- Datos: Q106528053